# بوتو (اسطوره)
بوتو (به انگلیسی: Buto) ایزدبانو حامی مصر سفلی بوده که در هیبت مار کبری یا زنی با ساقهٔ پاپیروس به نمایش در می‌آمد. محل تولد بوتو در باتلاق‌های دلتای مصر بود و به همین دلیل بعد از اتحاد دو مصر سفلی و علیا ایزدبانوی عمدهٔ دلتای مصر شد.
این الهه به‌ویژه در شهر باستانی بوتو در مصر پرستش می شد و محبوب بود.